# Nucourt
Nucourt és un municipi francès, situat al departament de Val-d'Oise i a la regió de Illa de França. L'any 2007 tenia 768 habitants.
Forma part del cantó de Pontoise, del districte de Pontoise i de la Comunitat de comunes Vexin centre.

## Demografia

### Població
El 2007 la població de fet de Nucourt era de 768 persones. Hi havia 247 famílies, de les quals 32 eren unipersonals (8 homes vivint sols i 24 dones vivint soles), 60 parelles sense fills, 135 parelles amb fills i 20 famílies monoparentals amb fills.
La població ha evolucionat segons el següent gràfic:
Habitants censats

### Habitatges
El 2007 hi havia 269 habitatges, 254 eren l'habitatge principal de la família, 8 eren segones residències i 7 estaven desocupats. 251 eren cases i 17 eren apartaments. Dels 254 habitatges principals, 213 estaven ocupats pels seus propietaris, 34 estaven llogats i ocupats pels llogaters i 7 estaven cedits a títol gratuït; 10 tenien dues cambres, 31 en tenien tres, 59 en tenien quatre i 155 en tenien cinc o més. 215 habitatges disposaven pel capbaix d'una plaça de pàrquing. A 94 habitatges hi havia un automòbil i a 146 n'hi havia dos o més.

### Piràmide de població
La piràmide de població per edats i sexe el 2009 era:
| Homes | Edats   | Dones |
| ----- | ------- | ----- |
| 0     | 95 o +  | 0     |
| 0     | 90 a 94 | 4     |
| 0     | 85 a 89 | 4     |
| 4     | 80 a 84 | 0     |
| 8     | 75 a 79 | 12    |
| 8     | 70 a 74 | 12    |
| 12    | 65 a 69 | 16    |
| 16    | 60 a 64 | 12    |
| 20    | 55 a 59 | 16    |
| 28    | 50 a 54 | 24    |
| 20    | 45 a 49 | 32    |
| 44    | 40 a 44 | 40    |
| 28    | 35 a 39 | 24    |
| 44    | 30 a 34 | 32    |
| 12    | 25 a 29 | 28    |
| 0     | 20 a 24 | 12    |
| 20    | 15 a 19 | 36    |
| 60    | 10 a 14 | 32    |
| 40    | 5 a 9   | 40    |
| 32    | 0 a 4   | 12    |

## Economia
El 2007 la població en edat de treballar era de 508 persones, 404 eren actives i 104 eren inactives. De les 404 persones actives 375 estaven ocupades (204 homes i 171 dones) i 30 estaven aturades (18 homes i 12 dones). De les 104 persones inactives 27 estaven jubilades, 49 estaven estudiant i 28 estaven classificades com a «altres inactius».

### Ingressos
El 2009 a Nucourt hi havia 255 unitats fiscals que integraven 759 persones, la mediana anual d'ingressos fiscals per persona era de 22.708 €.

### Activitats econòmiques
Dels 27 establiments que hi havia el 2007, 1 era d'una empresa alimentària, 5 d'empreses de fabricació d'altres productes industrials, 3 d'empreses de construcció, 7 d'empreses de comerç i reparació d'automòbils, 1 d'una empresa d'hostatgeria i restauració, 2 d'empreses financeres, 2 d'empreses immobiliàries, 4 d'empreses de serveis i 2 d'empreses classificades com a «altres activitats de serveis».
Dels 7 establiments de servei als particulars que hi havia el 2009, 1 era un taller de reparació d'automòbils i de material agrícola, 1 paleta, 1 fusteria, 1 lampisteria, 1 electricista, 1 restaurant i 1 agència immobiliària.
Dels 3 establiments comercials que hi havia el 2009, 2 eren botiges de menys de 120 m² i 1 una botiga de menys de 120 m².
L'any 2000 a Nucourt hi havia 9 explotacions agrícoles que ocupaven un total de 1.035 hectàrees.

## Equipaments sanitaris i escolars
El 2009 hi havia una escola elemental.

## Poblacions més properes
El següent diagrama mostra les poblacions més properes.